# Stora torget, Uppsala

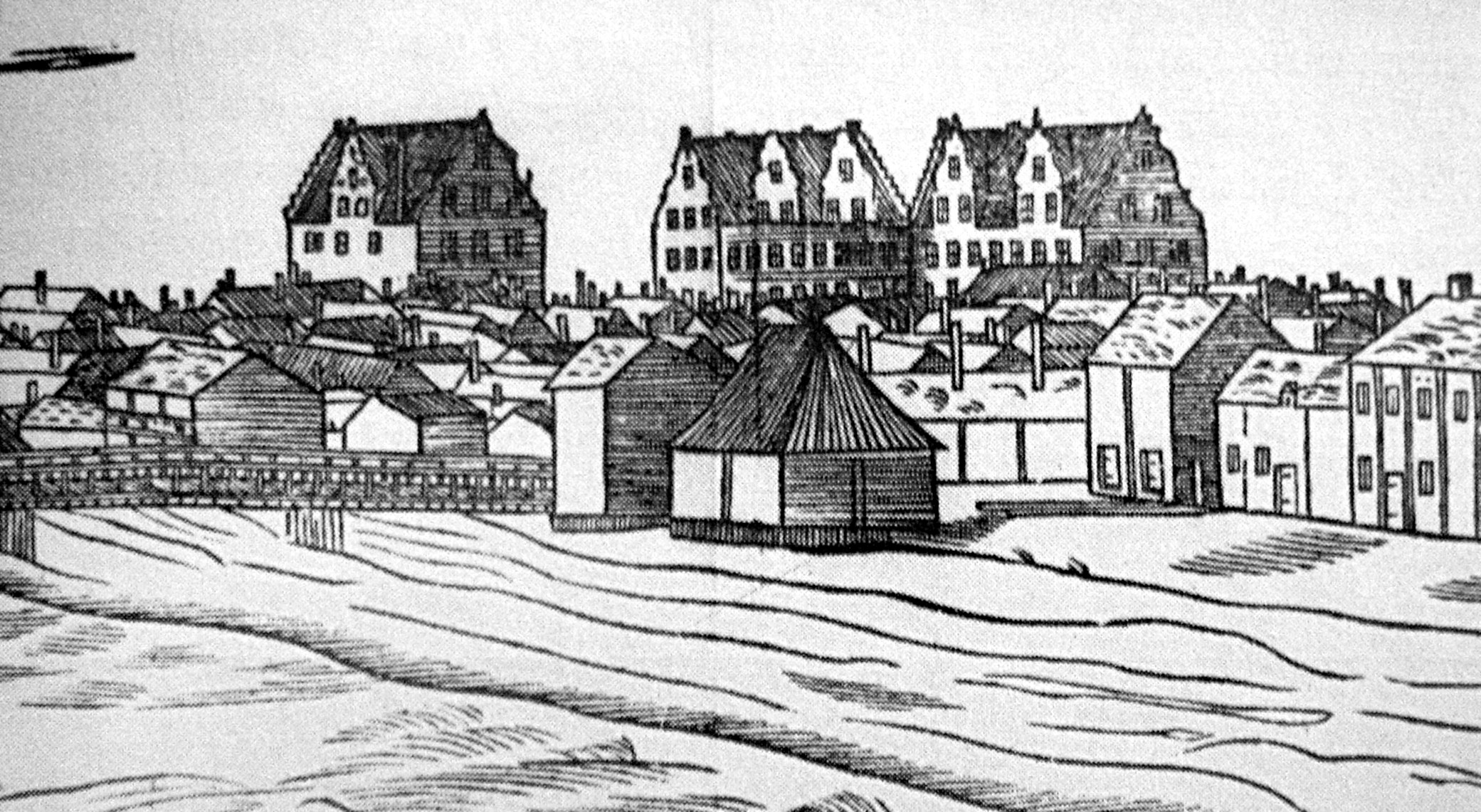
Stora torget i Uppsala 1679, med dess då tre stora stenbyggnader. Från väster Olof Sigfridssons hus, i mitten Lohrmans hus och till höger Claes Edenbergs hus.

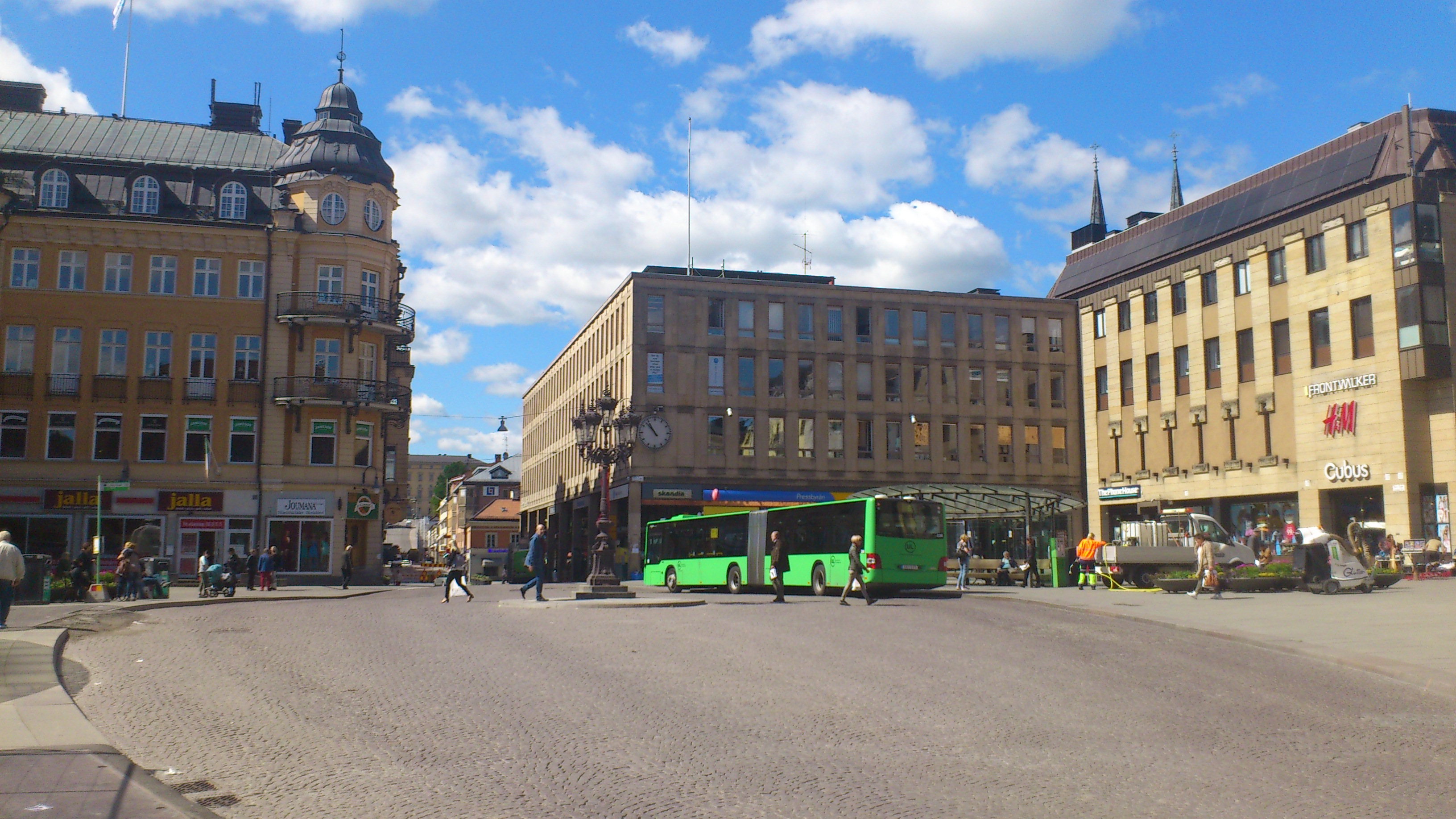

Stora torget ligger i centrala Uppsala, strax öster om Fyrisån.
Härifrån utgår Svartbäcksgatan åt nordväst, Vaksalagatan åt nordöst, Drottninggatan åt sydväst och Kungsängsgatan åt sydöst. Torget är, trots sitt namn inte störst i Uppsala utan mindre än Vaksala torg – namnet tros härröra från det enkla faktum att det medeltida Gamla torget, ett kvarter norrut, är mindre. Stora torget är känt för sin, i Sverige, ovanliga utformning med slutna (hopbyggda) hörn. Ett sådant torg kallas "hörnslutet" vilket var relativt vanligt på 1600-talet. I dagens Sverige finns endast två sådana torg kvar, Stora torget i Uppsala och Rådhustorget i Piteå.
Stora torget lades ut i samband med 1643 års stadsplan, och ersatte då Gamla torget som Uppsalas centrala torg.

## Byggnader
På Stora torget finns flera anrika byggnader. Rådhuset som fick sin nuvarande utformning av Herman Holmgren 1883 och sedan 2012 inrymmer ett modevaruhus. På platsen för Åhlénshuset låg fram till 1950-talet en 1600-talsbyggnad kallad Scheelehuset. Det samtida Åhlénshuset invigdes i början av 1960-talet. Dess hålmönstrade betongfasad ritades av arkitekten Bengt Edlund för arkitektfirman Backström & Reinius. I mars 2015 påbörjades rivningen av den gamla fasaden och i november samma år färdigställs ombyggnationen av huset med en ny fasad, ritad av Tham & Videgård Arkitekter. Den nya fasaden präglas av glas och hålmönstrad panel av polerat rostfritt stål.
Även på torgets motsatta sida mot väst fanns tidigare en byggnad med anor från 1600-talet. Vid torget finns också några bevarade sekelskiftesbyggnader i nybarock: Strandbergska huset (Ture Stenberg) samt två bankpalats (Ture Stenberg resp. Ullrich & Hallquisth). Det förstnämnda huset var för övrigt Uppsalas första med elektrisk hiss. Skandiahuset, ritat av Sven Ivar Lind, är ett exempel på icke-brutalistisk 1960-talsarkitektur. Över butikerna på Stora torget bor även ett tjugotal privatpersoner.

## Bilder

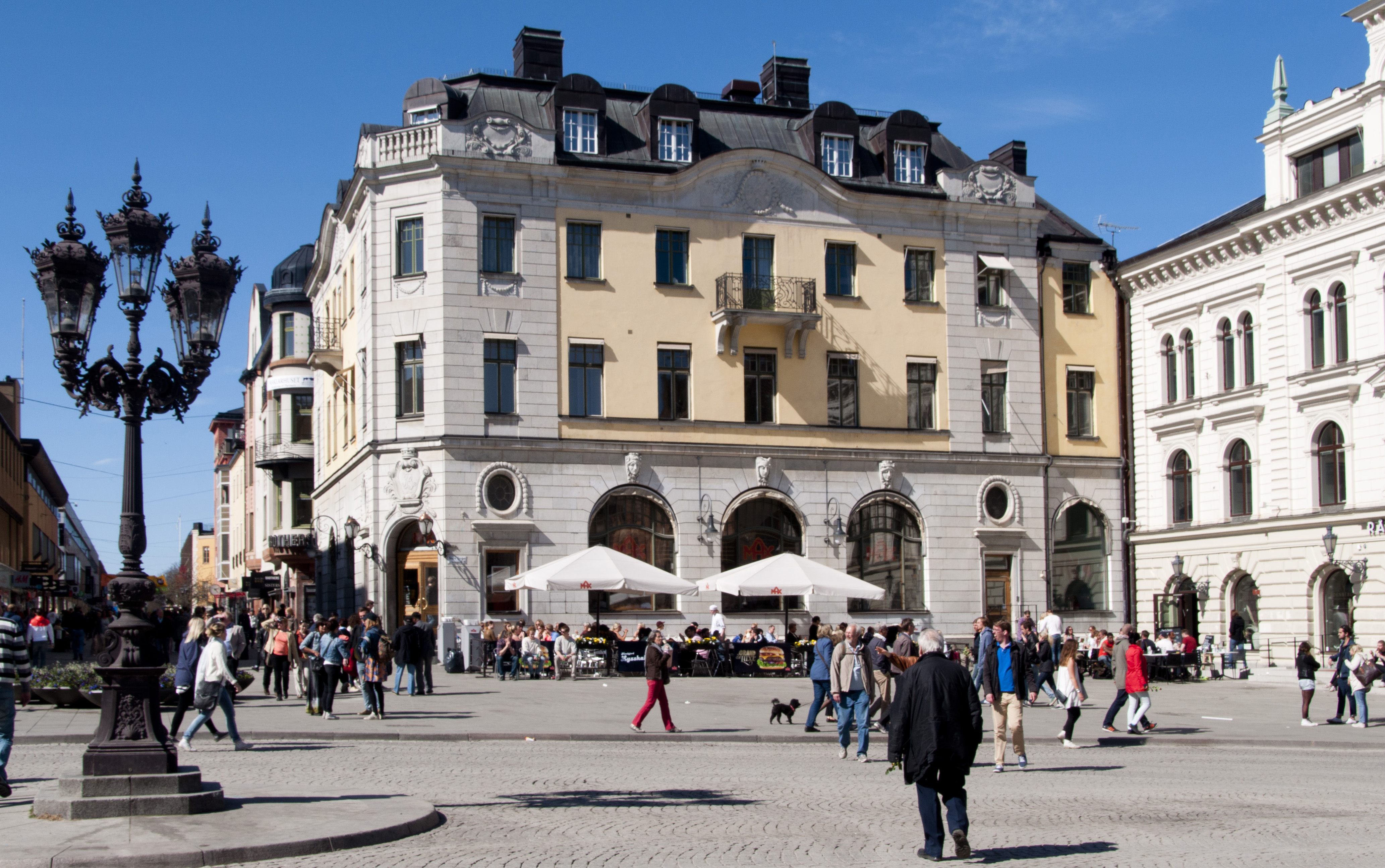
Mälarebankens tidigare byggnad
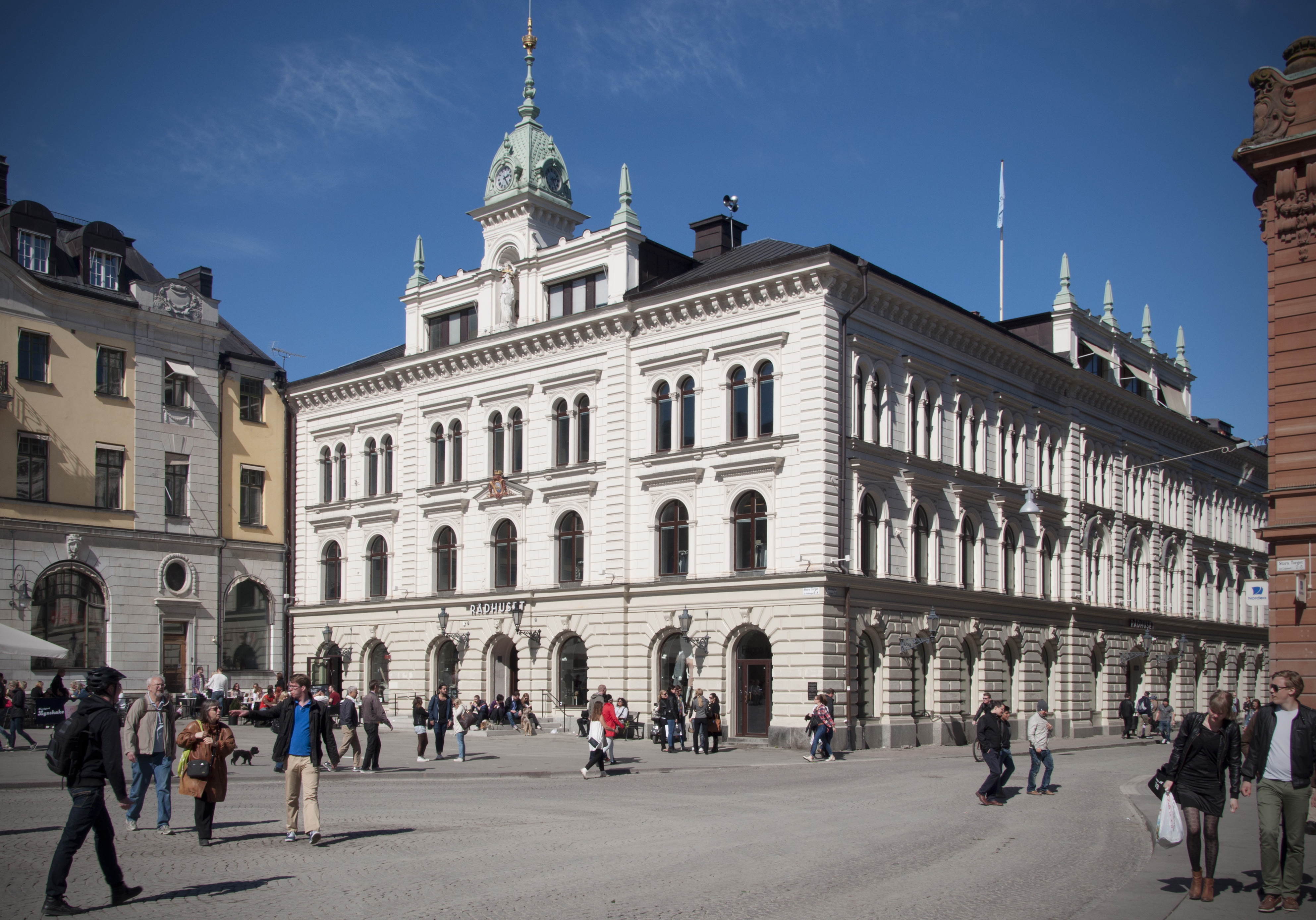
Rådhuset
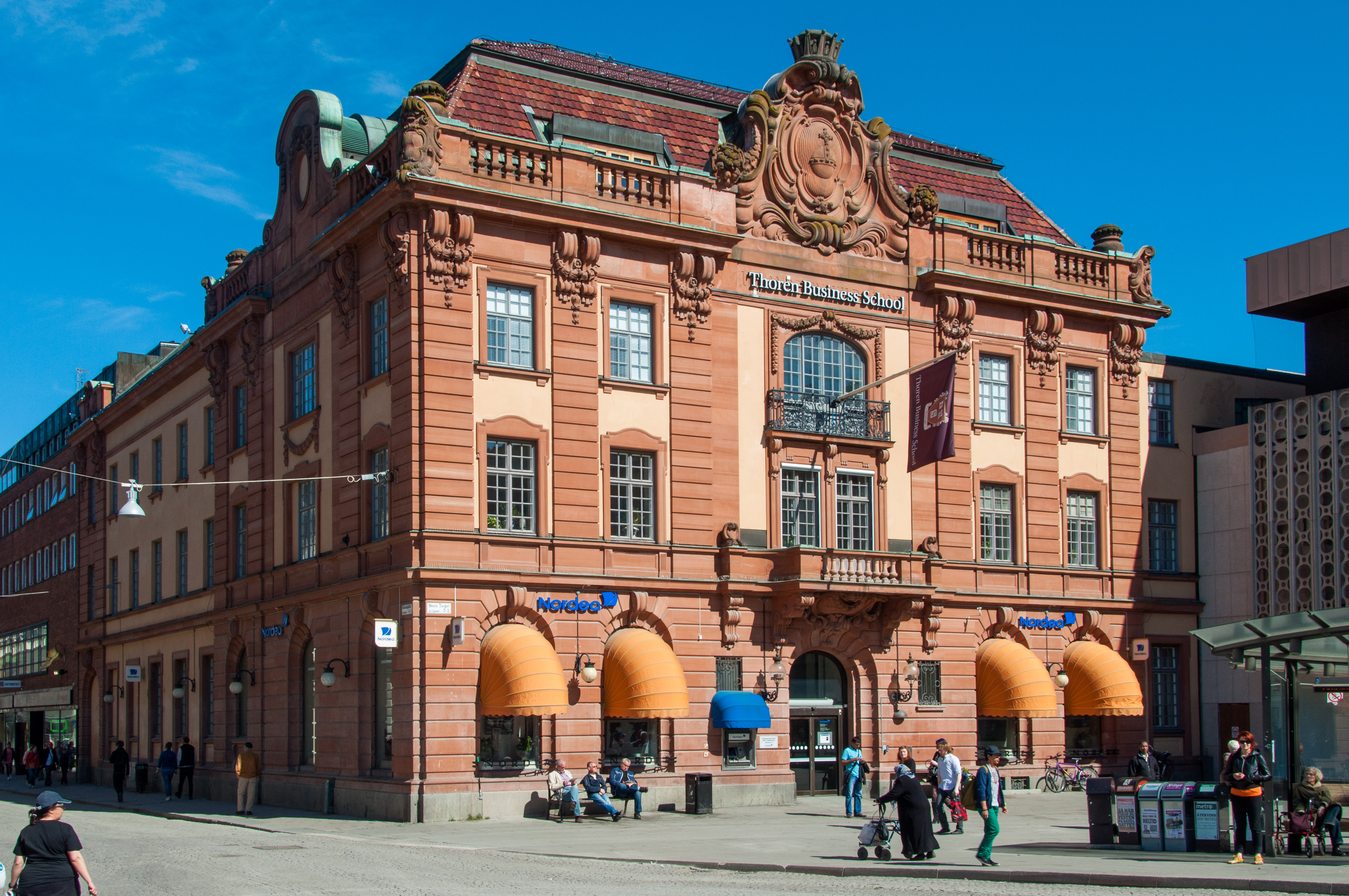
Uplandsbankens tidigare byggnad
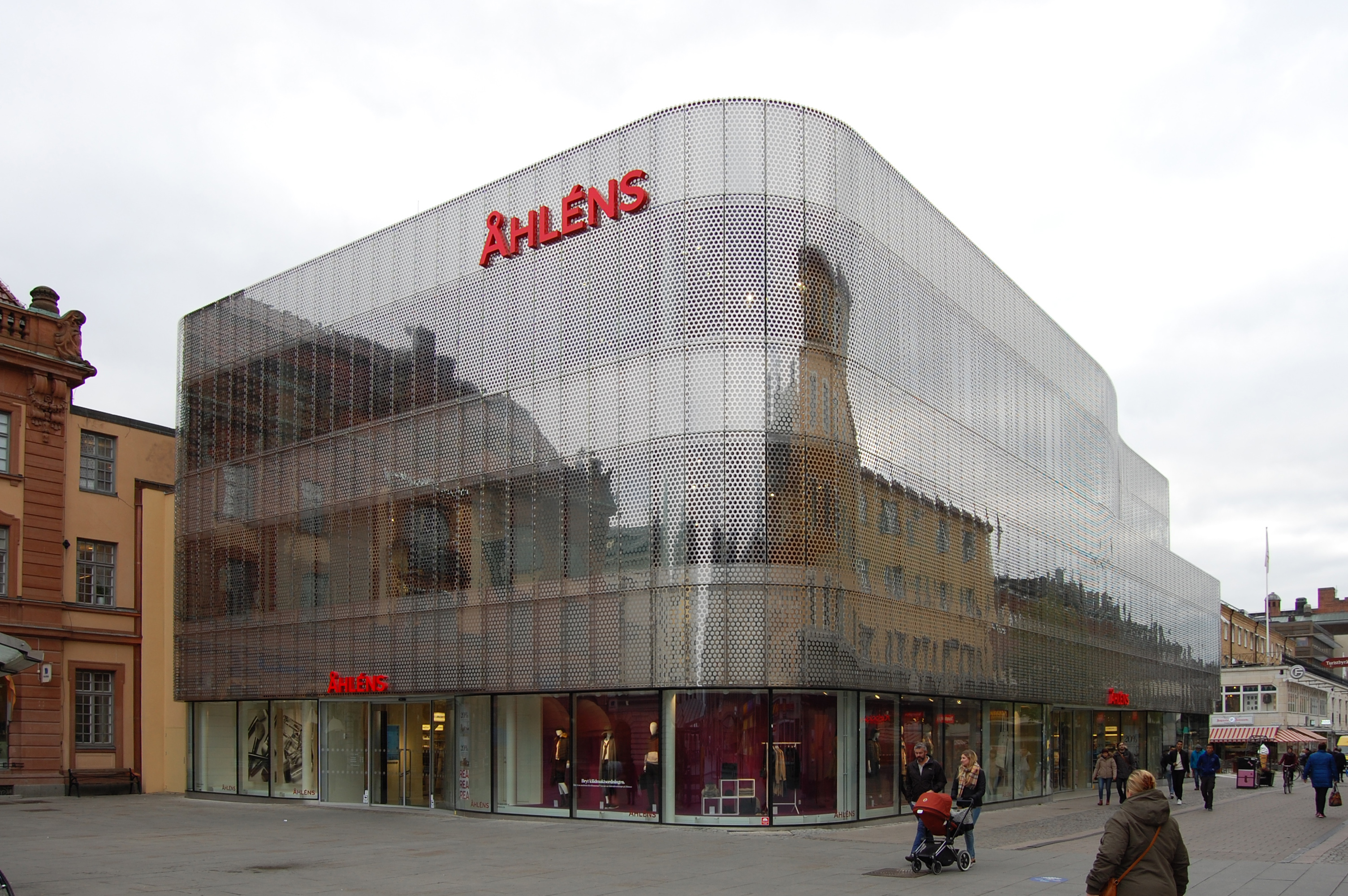
Åhlénshuset nya fasaden (2015-)
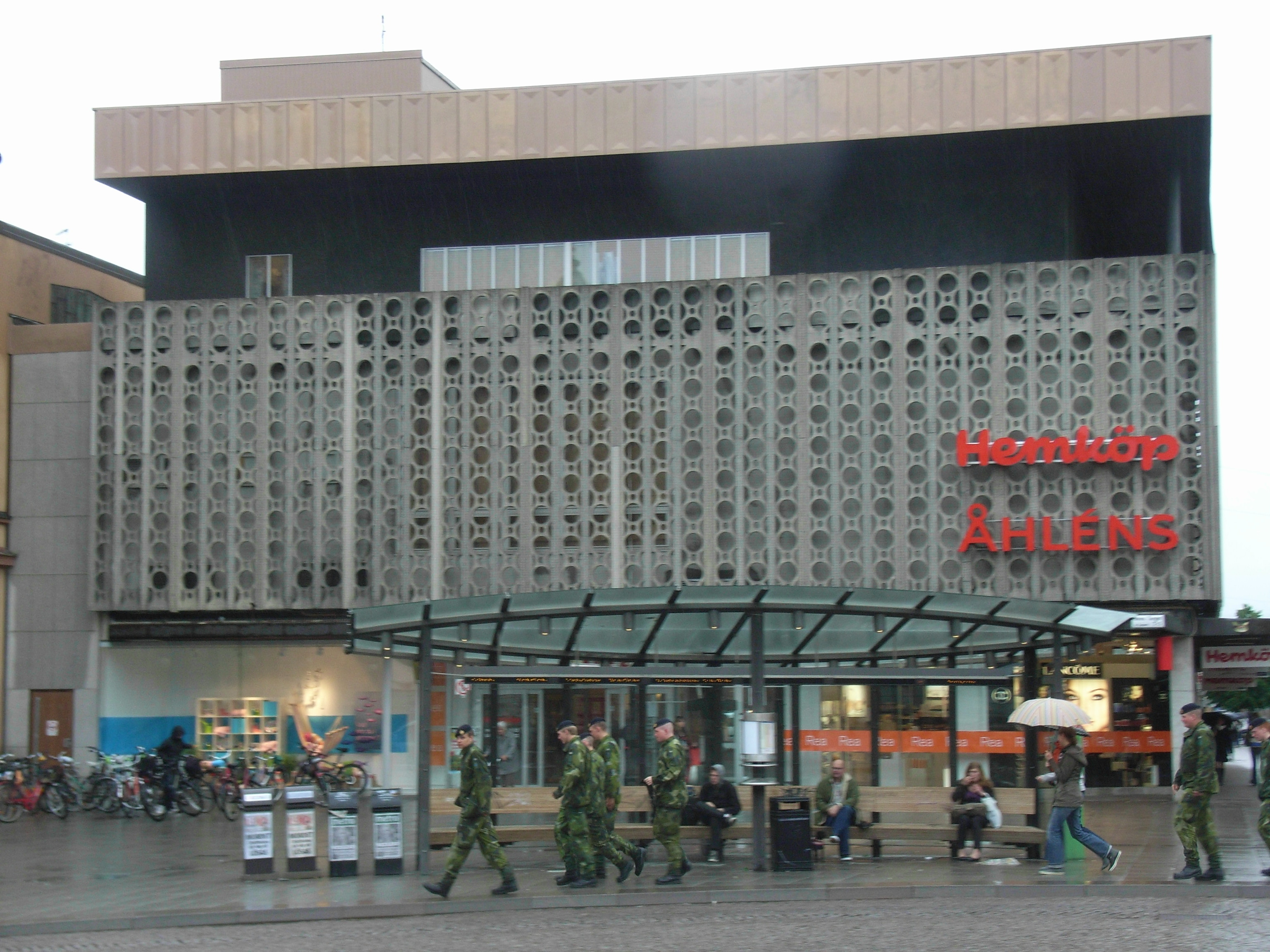
Åhlénshuset före ombyggnaden 2015
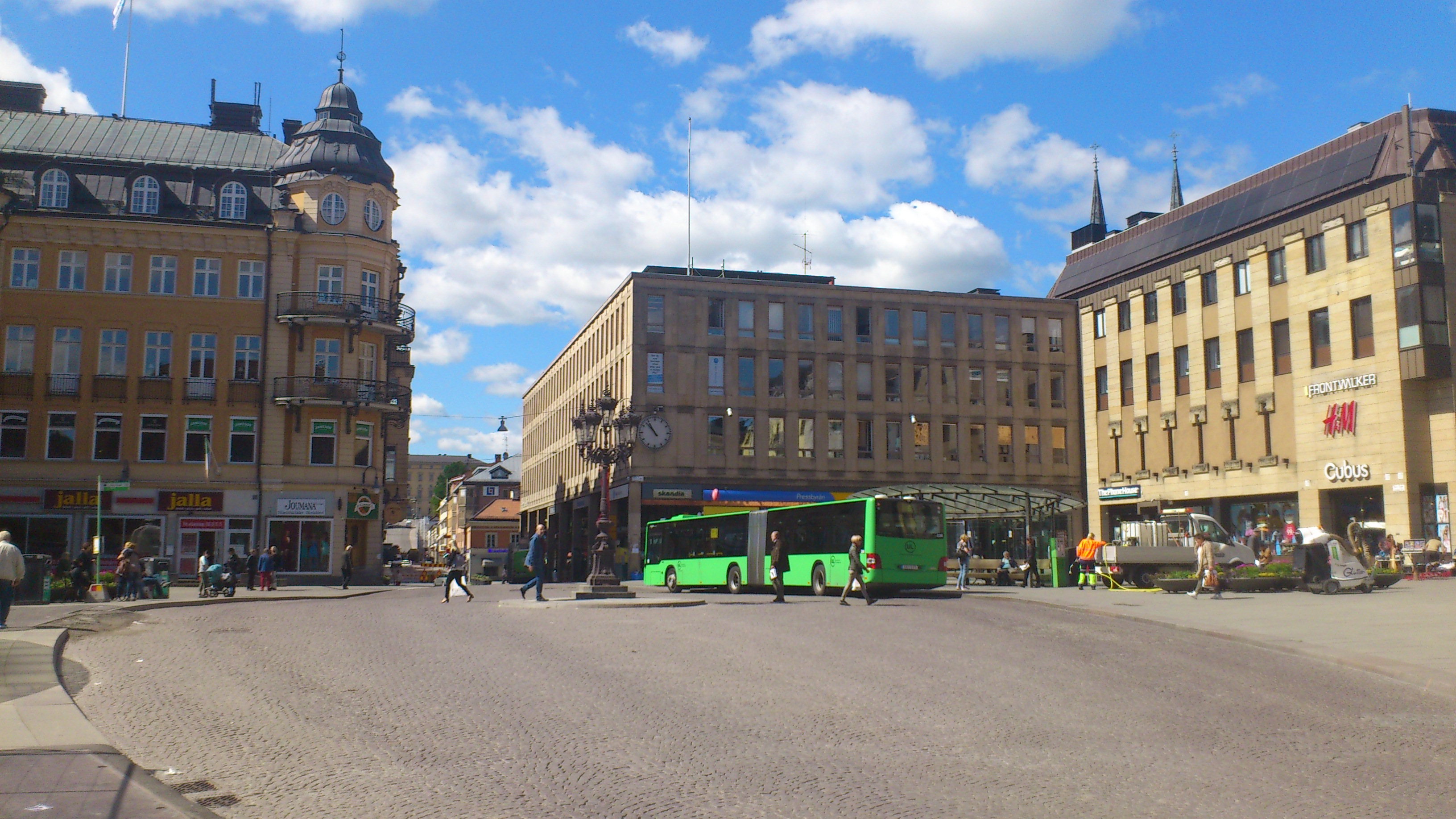
Skandiahuset med fasader i sandsten